# Hierro (Burgos)
Hierro es una localidad del municipio burgalés de Merindad de Cuesta-Urria, en la Comunidad Autónoma de Castilla y León (España). 

## Localidades limítrofes
Confina con las siguientes localidades:
- Al noreste con Criales.
- Al sureste con Quintana-Entrepeñas.
- Al sur con Lechedo.
- Al suroeste con Ael.

## Demografía
Evolución de la población
| Gráfica de evolución demográfica de Hierro entre 2000 y 2017       |
|                                                                    |
| Población de derecho (2000-2017) según el padrón municipal del INE |

## Historia
Así se describe a Hierro en el tomo IX del Diccionario geográfico-estadístico-histórico de España y sus posesiones de Ultramar, obra impulsada por Pascual Madoz a mediados del siglo XIX:

villa en la provincia, diócesis, audiencia territorial y capitanía general de Burgos (15 leguas), partido judicial de Villarcayo (4), ayuntamiento titulado de la Merindad de Cuesta Urria. Situada en las alturas de la cordillera que divide dicha merindad de la de Losa; está bien ventilada, el clima es frío y las enfermedades más comunes catarros. Tiene 6 casas y una iglesia dedicada a San Román, anejo de la parroquia de Quintana Entrepeñas. Confina el término N Criales; E Quintana Entrepeñas; S Lechedo, y O Ael. El terreno es sumamente áspero, estando todo él plantado de fresnos, robles y matas bajas. Por su jurisdicción pasa un camino que conduce a la villa de Criales. Producciones: trigo, avena y cebada; ganado cabrío, y caza de liebres y perdices. Industria: la agrícola. Población: 4 vecinos, 15 almas. Capital productivo: 6.600 reales. Imponible: 231 reales.
Diccionario geográfico-estadístico-histórico de España y sus posesiones de Ultramar